# After Virtue
After Virtue è un album del compositore belga Wim Mertens, pubblicato nel 1988 dalla Delabel/Virgin France.

## Tracce
1. Justice – 7:36
2. Prudence – 2:53
3. Temperance – 3:56
4. Courage – 3:19
5. Humility – 3:01
6. Faith – 8:33
7. Hope – 7:33
8. Charity – 2:56